# Церква Успення Пресвятої Богородиці (Куликів)
Церква Успення Пресвятої Богородиці в Куликові — храм УГКЦ у селищі Куликові Куликівської громади Львівського району Львівської области України.

## Історія
Вперше дерев'яний храм письмово згадується в 1515 році. У 1763 році їй надали привілей від королевича Якуба Собеського. 1799 року святиня згоріла, а в 1801 році постала нова дерев'яна церква.
27 серпня 1898 року освячено наріжний камінь під мурований храм за проєктом Сильвестра Гавришкевича і Михайла Голейка, а будівництво завершено 1901 року.
Над проєктом іконостаса з Горним сідалищем у 1906 році працював скульптор Петро Герасимович. Ікони авторства Теофіла Копистинського.

## Парохи
- о. Теодор Теодорович (1828—1834)
- о. Максим Яросевич (1834—1837)
- о. Микола Гординський (1837—1838, адміністратор)
- о. Ілля Цепановський (1838—1839, адміністратор)
- о. Йосиф Метелля (1839—1871)
- о. Сильвестр Метелля (1871—1873, адміністратор)
- о. Теофіл Децикевич (1873—1890)
- о. Йосиф Білинський (1890—1891, адміністратор)
- о. Константин Грушкевич (1891—1925)
- о. Теодор Білевич (1925—1926, адміністратор)
- о. Іван Клюфас (1926—1939)

Сотрудники:
- о. Іван Менцінський (1833—1836)
- о. Василь Радзукеввич (1836—1841)
- о. Віктор Дольницький (1841—1845)
- о. Теодор Мацелюх (1846—1848)
- о. Григорій Мазикевич (1848—1854)
- о. Дмитро Ярема (1854—1855)
- о. Іван Пелех (1855—1859)
- о. Михайло Була (1859—1862)
- о. Іван Турчманович (1862—1867)
- о. Сильвестр Метелля (1867—1871)
- о. Іван Шевчук (1871—1873)
- о. Ісидор Омелянський (1873—1875)
- о. Филимон Подолінський (1875—1878)
- о. Комилій Грушкевич (1878—1879)
- о. Олександер Мицкавич (1879—1881)
- о. Омеляни Гриневецький (1881—1883)
- о. Гервазій Царевич (1883—1885)
- о. Володимир Мосєвич (1885—1886)
- о. Антін Ковальський (1886—1891)
- о. Теофіль Мусій (1891—1893)
- о. Антін Веселовський (1893—1895)
- о. Василь Волошинський (1895—1896)
- о. Володимир Утрисько (1896—1900)
- о. Михайло Пирожок (1900—1901)
- о. Іван Карпевич (1901—1910)
- о. Михайло Тарчанин (1908—1914)
- о. Михайло Симко (1910—1912)
- о. Іван Шпиталь (1912—1918)
- о. Любомир Шарко (1918—1922)
- о. Григорій Мандзеватий (1922—1925)
- о. Теодор Білевич (1926—1930)